# Hochschule für Künste Bremen
Die Hochschule für Künste Bremen (kurz HfK Bremen, englisch University of the Arts Bremen) ist eine staatliche Kunst- und Musikhochschule in Bremen mit Promotionsrecht. Die älteste Vorläufer-Institution wurde 1873 gegründet.
Es gibt zwei Fachbereiche: Der Fachbereich Kunst und Design befindet sich im Speicher XI in der Bremer Überseestadt, der Fachbereich Musik im ehemaligen Schulgebäude des Alten Gymnasiums in der Dechanatstraße in der Altstadt. Damit gehört die HfK Bremen neben der Universität der Künste Berlin und der Folkwang Universität der Künste in Essen zu den wenigen Kunsthochschulen in Deutschland, in denen die beiden Bereiche Bildende Kunst und Musik gemeinsam vertreten sind.

## Studiengänge
Voraussetzung für das Studium sind in der Regel das Abitur sowie die bestandene künstlerische Aufnahmeprüfung.

### Fachbereich Kunst und Design

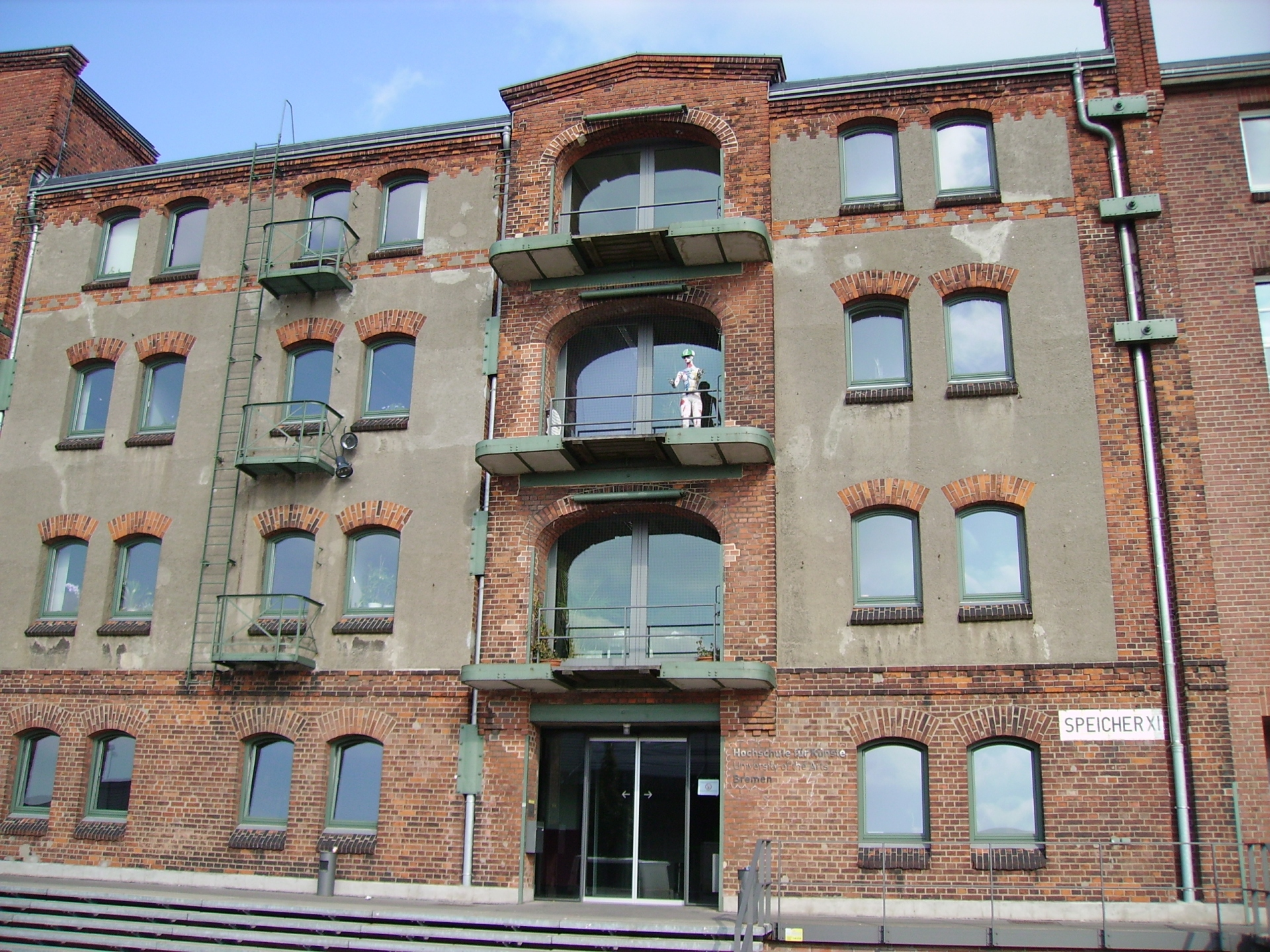
Der Speicher XI in der Überseestadt – Standort der Hochschulleitung und des Fachbereichs Kunst und Design der HfK Bremen.

- Digitale Medien (Bachelor und Master), Kooperationsstudiengang mit der Universität Bremen,[5] Lehrgebiete:
  - AV-Medien
  - Elektroakustische Komposition
  - Grundlagen Gestaltung Digitaler Medien
  - Interaction Design
  - Interaktion und Raum
  - Interface Design
  - Intermediales Gestalten
  - Kultur- und Mediengeschichte /-theorie
  - Sound Studies
  - Stilles Bild
  - Temporäre Architektur
  - Angebote aus der Medieninformatik [ Universität ]

- Freie Kunst (Diplom und Meisterschüler-Studium), Studienschwerpunkte bzw. Klassen:
  - Malerei
  - Zeichnen, Druckgrafik
  - Figurative Malerei
  - Plastik
  - Bildhauerei, Plastik
  - Bildhauerei mit klassischen Werkstoffen
  - Intermediale Fotografie
  - Künstlerische Raum- und Körperkonzepte
  - Zeitmedien
  - allg. Wissenschaften

- Integriertes Design (Bachelor und Master), Studienschwerpunkte:
  - Grundlagen der Gestaltung
  - Kommunikationsgestaltung/Corporate Design
  - Interaction Design
  - Typografie – Illustration
  - Zeichnen
  - Stilles Bild–analog und digital
  - Bewegtes Bild
  - Interface Design
  - Produktdesign/CAD
  - 3-D-Design / Produkte und Systeme
  - Konstruktive Geometrie
  - Temporäre Architektur
  - Modedarstellung
  - Modedesign / Experimenteller Entwurf
  - Modellentwurf/Schnittgestaltung/CAD
  - Modedesign / Unikate und Programme

### Fachbereich Musik

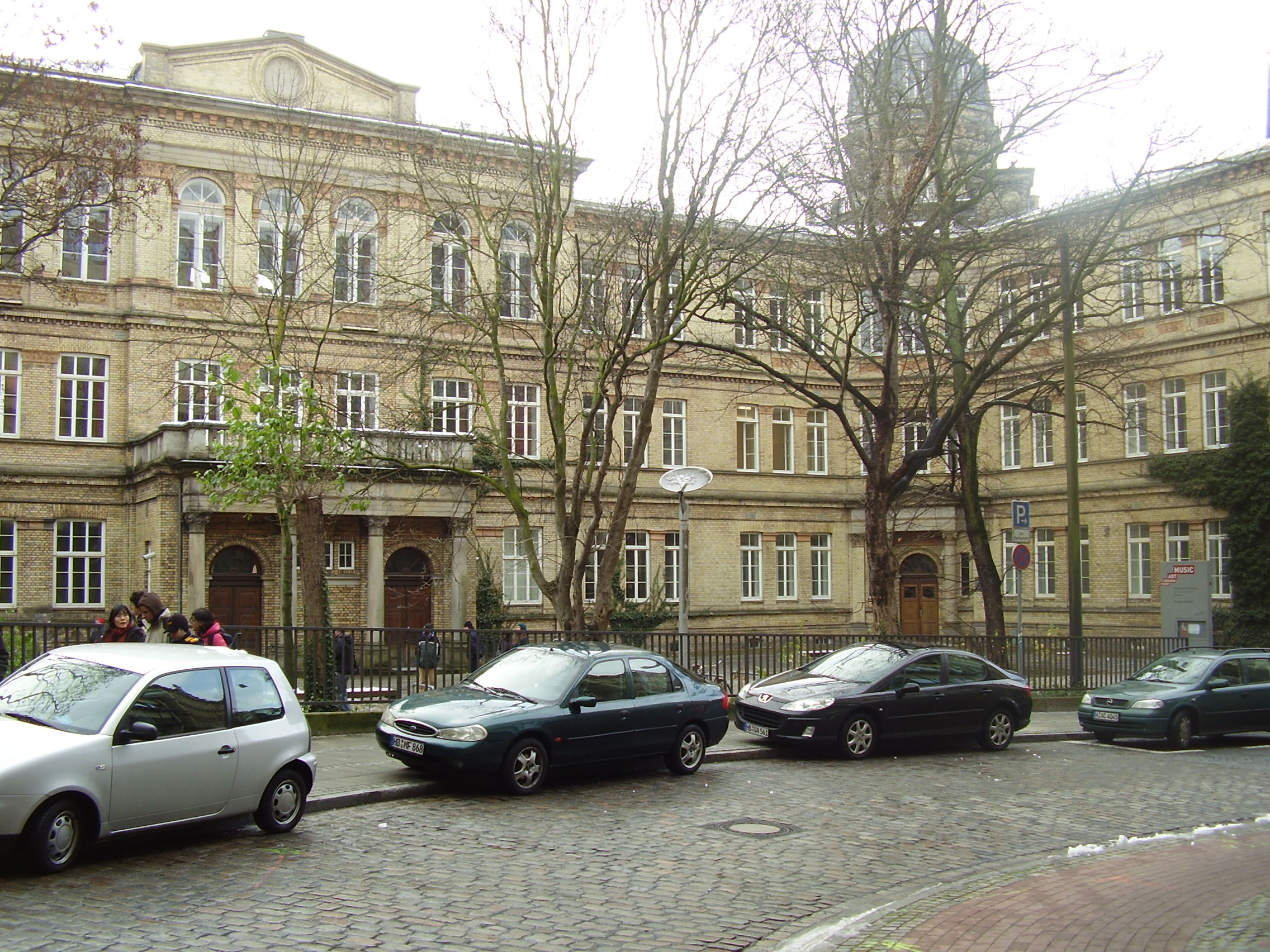
Das ehemalige Schulgebäude des Alten Gymnasiums in der Dechanatstraße in der Altstadt – Standort des Fachbereichs Musik der HfK Bremen.

Der Fachbereich der Musik ging aus dem Konservatorium der Freien Hansestadt Bremen und der Akademie für Alte Musik hervor und bietet die Studiengänge Instrumental- und Gesangsausbildung, Musikerziehung und Kirchenmusik an. Der Fachbereich Musik verfügt über Konzert- und Musiksäle, Ensemble- und Unterrichtsräume, moderne Übungsräume sowie eine Mensa. Außerdem besitzt der Fachbereich Musik ein Aufnahmestudio und ein elektronisches Studio sowie einen Jazzkeller, der Spielstätte des „Jazzclub Bremen“ ist. Jeden Dienstag im Semester finden in dem Kellergewölbe Konzerte und Sessions mit Musikern der Hochschule und lokalen sowie nationalen Musikern statt. Insgesamt finden pro Jahr etwa 300 öffentliche Konzerte aller Musikrichtungen statt.
Bachelor of Music (BM)
- Künstlerische Ausbildung
  - Instrumentales Hauptfach
  - Gesang
  - Alte Musik
  - Jazz
  - Komposition

- Künstlerisch-Pädagogische Ausbildung
  - Instrumentales
  - Gesang
  - Jazz
  - Elementare Musikpädagogik
  - Musiktheorie (Instrumental- und Gesangspädagogik / Komposition)

Master of Music (MM)
- Künstlerische Ausbildung
  - Instrumentales Hauptfach
  - Gesang
  - Chorleitung
  - Komposition / Elektroakustische Komposition
  - Alte Musik
  - Jazz

- Künstlerisch-Pädagogische Ausbildung
  - Instrumental- / Gesangspädagogik
  - Elementare Musikpädagogik
  - Musiktheorie

- Kirchenmusik (Schwerpunkt: Alte Musik)[6]
  - Evangelische Kirchenmusik
  - Katholische Kirchenmusik

Weitere Studiengänge
- Lehramt Musik (Bachelor und Master of Education MEd)
- Ausbildungsangebot Jungstudium für hochtalentierte Schülerinnen und Schüler allgemeinbildender Schulen
- Weiterbildungsstudium

## Geschichte
Vor dem Zusammenschluss zur Hochschule für gestaltende Kunst und Musik als Fachhochschule im Jahr 1979, die 1988 in die künstlerisch wissenschaftliche Hochschule für Künste überging, hatten sich mehrere Institutionen unabhängig voneinander entwickelt:

### Vorläufer Fachbereich Kunst und Design
Seit 1823 gab es in Bremen eine Zeichenschule für Künstler und Handwerker. Die 1855 folgende Gewerbeschule bestand nur bis 1857. In den 1860er Jahren bestand eine Zeichenschule für angehende Künstler und Handwerker in der Großenstraße, die seit 1866 Gewerbliche Zeichenschule hieß.
In der Hochphase des Historismus wurde 1873 unter Leitung von August Töpfer die Technische Anstalt für Gewerbetreibende in Bremen gegründet und damit die eigentliche Vorläufer-Institution der heutigen Hochschule für Künste. Die Anstalt befand sich im Gebäude der Gewerbebank an der Kaiserstraße (heute Bürgermeister-Smidt-Straße). Seit 1878 gehörte zu der Anstalt auch eine Mustersammlung sowie in der Zeit von 1880 bis 1916 das Gewerbemuseum Bremen. Die Technische Anstalt entwickelte sich zur Staatlichen Kunstgewerbeschule und wurde 1922 zusammen mit der Höheren Fachschule für Handwerk in einem neuen Gebäude Am Wandrahm 23 nach den Plänen von Rudolf Jacobs untergebracht. Geleitet wurde die Kunstgewerbeschule seit 1912 lange Jahre von Erich Kleinhempel. Wilhelm Wagenfeld, ein Protagonist des modernen Industriedesigns und späterer Bauhaus-Schüler, erhielt hier ab 1916 bis 1919 seine erste künstlerische Ausbildung.
Während der Zeit des Nationalsozialismus wurde 1934 aus der Kunstgewerbeschule die Nordische Kunsthochschule (NKH) mit dem Worpsweder Maler Fritz Mackensen als Gründungsrektor. Nach 1946 firmierte diese Institution dann als Staatliche Kunstschule mit dem Zusatz Meisterschule für das gestaltende Handwerk. Sie hatte um die 300 Studierende. Von 1946 bis 1952 war Willy Menz Leiter der Schule, bis er nach Differenzen mit der senatorischen Behörde zurücktrat. 1968 erhielt die Kunstschule einen Erweiterungsbau. 1969 wurde sie zur Akademie für Gestaltung. In Umsetzung des Hochschulrahmengesetzes zum neuen Bremer Hochschulgesetz erfolgte 1970 die Umwandlung zur Hochschule für Gestaltung im Range einer Fachhochschule.

### Vorläufer Fachbereich Musik
Ursprung des Fachbereiches Musik in seiner heutigen Struktur sind das Konservatorium der Freien und Hansestadt Bremen, die davon unabhängig seit 1973 von der Gesellschaft Norddeutsche Musikpflege veranstalteten und von Nikolaus Harnoncourt geleiteten Norddeutschen Sommerakademien für alte Musik und die aus Letzteren von Thomas Albert entwickelte und 1986 institutionalisierte Akademie für Alte Musik.

#### Konservatorium der Freien und Hansestadt Bremen
1878 wurde die professionelle Musikausbildung in Bremen etabliert – zunächst im privaten Rahmen und ab 1893 als Conservatorium der Musik. 1942 wurde die Städtische Singschule in Nordische Musikschule umbenannt, was eine Parallele zur Nordischen Kunsthochschule darstellen sollte. 1948 entstand daraus die Bremer Musikschule.

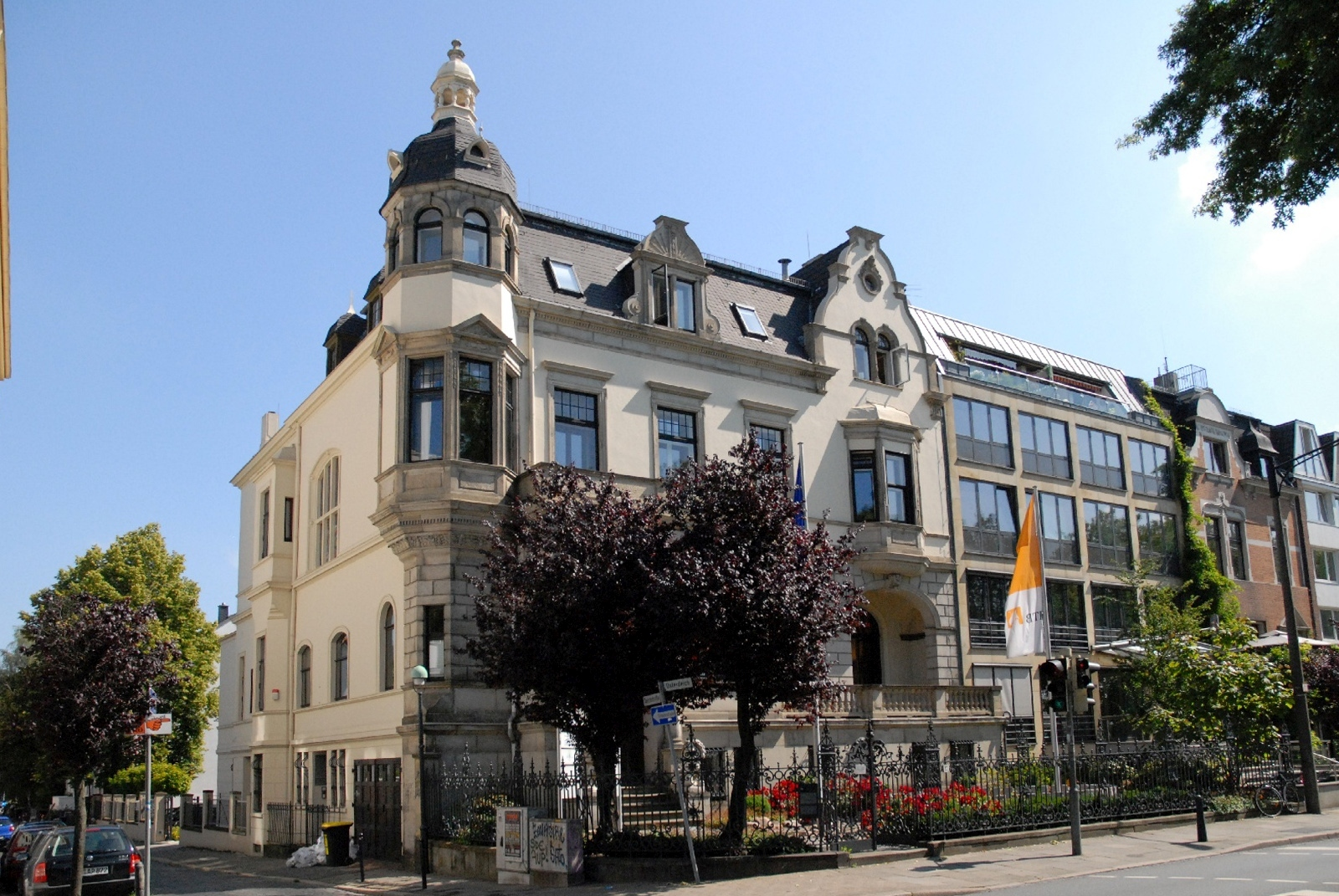
Am Osterdeich 17 befand sich ab 1951 die Bremer Musikschule

Aus der Bremer Musikschule wurde 1965 das Konservatorium der Freien Hansestadt Bremen e. V., eine staatlich finanzierte private Ersatzschule im Range einer Fachschule unter Aufsicht eines aus Vertretern der Senatsverwaltung, des Generalmusikdirektors (Fachaufsicht), Vereinsmitgliedern und des Direktors besetzten Kuratoriums. Die Leiter des Konservatoriums waren ab 1946 Paul Zingel, Hermann Grevesmühl, Hellmut Schnackenburg und bis 1979 Hans Joachim Kauffmann. Anders als 1970 die staatliche Akademie für Gestaltung wurde mit dem ersten Bremer Hochschulgesetz das Konservatorium nicht zur Fachhochschule, denn Direktor Kauffmann lehnte sowohl den Status Fachhochschule als unzureichend wie auch die damit verbundene Selbstverwaltung im Rahmen einer demokratischen Rektoralverfassung ab. Seine gegenüber dem Kuratorium und damit auch gegenüber Senat und der Wissenschaftsdeputation vertretene Position als einzig denkbare „Fruchtbare Endlösung“, das Konservatorium in einem Schritt in eine singuläre Musikhochschule mit Direktoralverfassung ohne demokratische Selbstverwaltung umzuwandeln, fand in den Gremien keine Unterstützung, so dass das Konservatorium in den Novellierungen des Bremer Hochschulgesetzes bis 1978 keine Beachtung und Erwähnung fand.
Im Rahmen der von Horst Werner Franke betriebenen Hochschulentwicklung (u. a. der Universität) stellte sich 1976 die Frage der zukünftigen Musiklehrerausbildung in Bremen. Im Auftrag von Franke ließ Staatsrat Reinhard Hoffmann eine Expertengruppe des Deutschen Musikrates das Konservatorium begutachten. Ein erstes Gutachten musste wegen falscher Basisdaten verworfen werden. Das zweite Gutachten bestätigte dem Konservatorium mit wenigen Einschränkungen im Ganzen ein Fachhochschul-Niveau.
Das in Novellierung befindliche Hochschulgesetz wurde daraufhin um dem Passus „… und das Konservatorium“ erweitert, wodurch das Konservatorium 1979 als Fachbereich Musik in die Hochschule für Gestaltung eingegliedert wurde und als eines der letzten Konservatorien in Deutschland (Fach-)Hochschulstatus erhielt, während es in der Zeit zuvor nur den Status einer privaten Fachschule hatte.

#### Akademie für Alte Musik

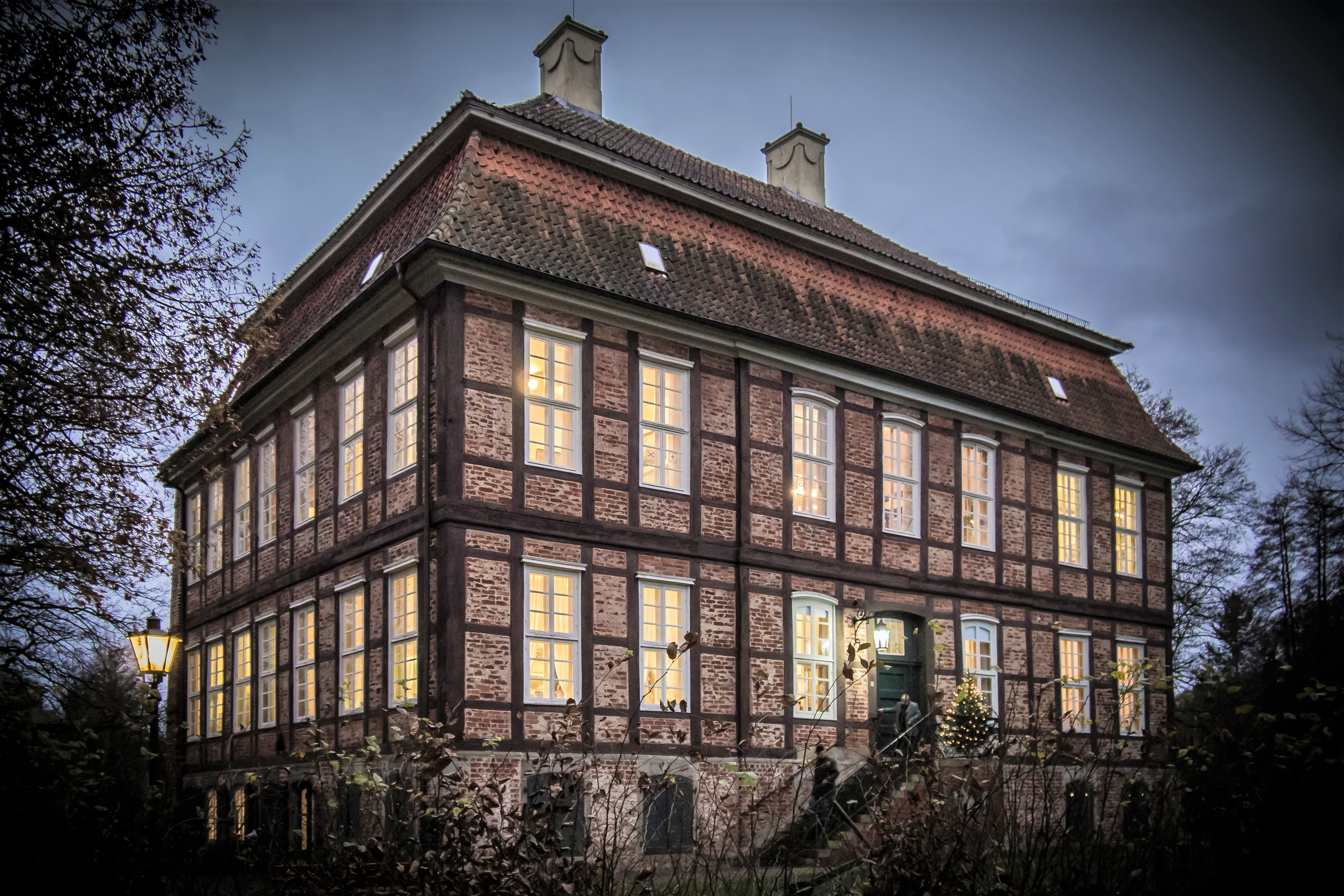
Schloss Schönebeck

Rundfunkanstalten der ARD waren Wegbereiter der Alten Musik. Vor allem Wolfgang Buchner als verantwortlicher Redakteur bei Radio Bremen entdeckte und förderte seit den 1960er-Jahren bedeutende Pioniere dieser Gattung, unter ihnen Nikolaus Harnoncourt, Gustav Leonhardt und die in Berlin ansässige Musicalische Compagney unter der Leitung von Holger Eichhorn. Mit der Gründung von Pro Musiqua Antiqua durch Hans Otte 1960 bereitete der Sender der Alten Musik eine Festival-Bühne (seit 2009 musicadia –Tage für Alte Musik im Sendesaal).
Die Gesellschaft Norddeutsche Musikpflege veranstaltete dann im September 1973 auf Schloss Schönebeck die erste Norddeutsche Sommerakademie für alte Musik in Bremen unter der Gesamtleitung von Nikolaus Harnoncourt, dem Leiter des Wiener Concentus Musicus. Bei einem Senatsempfang im Kaminsaal des Rathauses für die nahezu 100 Teilnehmer aus 12 Nationen begrüßte der Senator für Bildung, Wissenschaft und Kunst Moritz Thape – in dieser Periode auch für die Hochschulentwicklung in Bremen zuständig – ausdrücklich die von den Teilnehmern geleistete Arbeit für die Pflege der Alten Musik.
Mit dieser Veranstaltung von hohem protokollarischen Rang stärkte Thape das durch die Aktivitäten von Radio Bremen gebildete kulturelle Fundament für das dann 1986 von Thomas Albert gegründete Ausbildungsinstitut Akademie für Alte Musik auch zukunftsweisend durch die politische Verankerung.
Durch die Sommerakademie für Alte Musik, die Bemühungen der Gesellschaft Norddeutsche Musikpflege und der Norddeutschen Orgelakademie, Kurse und andere Aktivitäten des „Forum Alte Musik Bremen“ war die Zeit zur Gründung der Akademie für Alte Musik Bremen 1986 gekommen. In einer Pressekonferenz stellten Thomas Albert und Elisabeth Hahn, Professorin an der Bremer Hochschule für gestaltende Kunst und Musik das Projekt vor und gaben deren Gründung als Verein in freier Trägerschaft – ideell und praktisch aber nicht finanziell unterstützt vom Senator für Bildung, Wissenschaft und Kunst – bekannt.

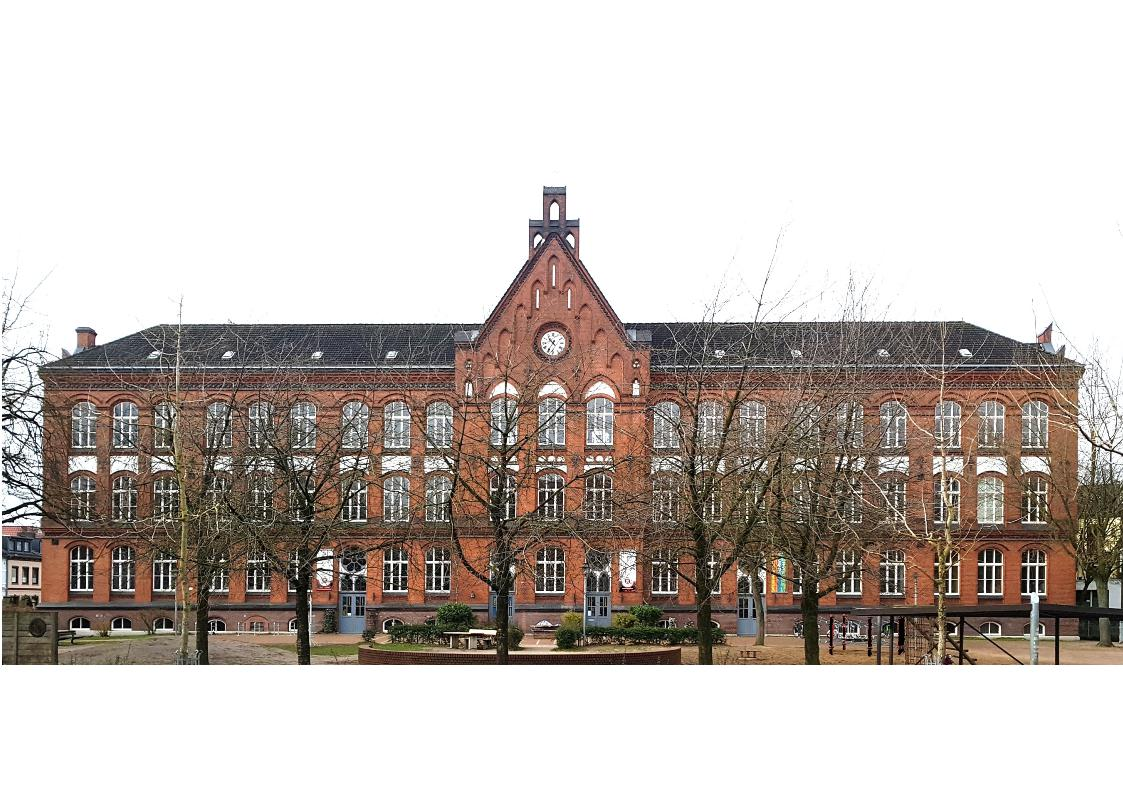
Heimstatt der „Akademie für Alte Musik“ von 1986 bis 1993

Mit einem öffentlichen Vortrag von Gisela Jaacks im Kaminsaal des neuen Rathauses nahm die Akademie für alte Musik am 3. April 1986 ihre Arbeit auf. Die Räume der Akademie in der Schleswiger Straße 4 wurden am 4. April mit einem Vortrag von Nicolas Schalz der Öffentlichkeit vorgestellt. Den Abschluss der Präsentation bildete eine Orgelexkursion mit Harald Vogel nach Rysum, Uttum und Norden am 5. April.
Ein Gründungsmitglied unter anderen ist Manfred Cordes, der 1983 das Vokalensemble des Forums Alte Musik Bremen übernommen hatte, und mit dem er eine umfangreiche Konzerttätigkeit begann und der später als Dekan den Fachbereichs Musik und als Rektor die Hochschule für Künste vertrat.
Mit dem Sommersemester 1986 nahm die Akademie als erste Fachakademie dieser Art in der Bundesrepublik Deutschland den Studienbetrieb mit 33 Studenten (im vom Senat zur Verfügung gestellten Gebäude der früheren Bremer Reformschule in der Schleswiger Straße in Bremen-Walle) auf.
Aus diesem Kern der Alleinstellung heraus entwickelten Henning Scherf (Senator für Bildung, Wissenschaft und Kunst), Reinhard Hoffmann (Staatsrat) und Thomas Albert (Berater) die Neustrukturierung der akademischen Musikausbildung in Bremen als integriertes Element der Bremer Kulturpolitik mit Wirkung über die Landesgrenzen hinaus.
Als Institution besteht die Akademie für Alte Musik als ein Institut unter der Verantwortung des Fachbereichs Musik an der Hochschule für Künste bis heute fort.

### Hochschule für gestaltende Kunst und Musik (Zusammenschluss der Künste)
Auf Grundlage der dritten Novellierung des Bremer Hochschulgesetzes (unter der Verantwortung von Staatsrat Reinhard Hoffmann) wurde die berufsbildende Abteilung des Konservatoriums 1979 als Fachbereich Musik in die Hochschule für Gestaltung eingegliedert und damit verstaatlicht. Im Rahmen dieser Erweiterung wurde die Fachhochschule für Gestaltung (bei Beibehaltung des Fachhochschulstatus) in Hochschule für bildende Kunst und Musik umbenannt. Der Direktor des Konservatoriums Kauffmann wurde neuer Fachbereichsleiter Musik.
Der spätere Rektor Jürgen Waller wurde 1977 als Professor für Malerei berufen.
1984 wurde Karl-August Welp Nachfolger von Felix Müller. Welp übernahm vom Wissenschaftssenator Horst Werner Franke die Aufgabe, die Hochschule für bildende Kunst und Musik, bis dato Fachhochschule, gemäß dem im Bremischen Hochschulgesetz verankerten Entwicklungsauftrag auf allgemeines Hochschulniveau hin zu entwickeln. Mit seinem Amtsantritt war dieser Status bereits für die Studiengänge Plastik und Malerei erreicht; fünf weitere Studiengänge mussten weiter angepasst werden. Um die entsprechenden Impulse auch nach außen erkennbar zu setzen und gleichzeitig Impulse von außen in diese Entwicklung einfließen zu lassen, verpflichtete Welp Luigi Colani und Philip Rosenthal als Honorarprofessoren. Mit der Verpflichtung von Senatsdirektor a. D. Eberhard Kulenkampff als Honorarprofessor wurde auch der Kontakt zur Politik für eine „Freie Bahn für die Kreativität“ von Welp geknüpft.
Der Fachbereich Musik blieb am alten Standort am Osterdeich 17 jedoch relativ isoliert und entwickelte sich in den Folgejahren unter anderem auch wegen unzureichender Ausstattung nur wenig. Die Rektoralverfassung und das Credo „Freie Bahn für die Kreativität“ des Rektors ließ den Lehrenden jedoch mehr Spielräume, die auch kreativ genutzt wurden, etwa für eine Herbstakademie und eine Jazz-Klasse.

### Hochschule für Künste (Entwicklung bis heute)

Der Fachbereich Musik befindet sich seit 1994 in dem ehemaligen Schulgebäude des Alten Gymnasiums in der Dechanatstraße in der Altstadt (Fotoaufnahme von 1875).

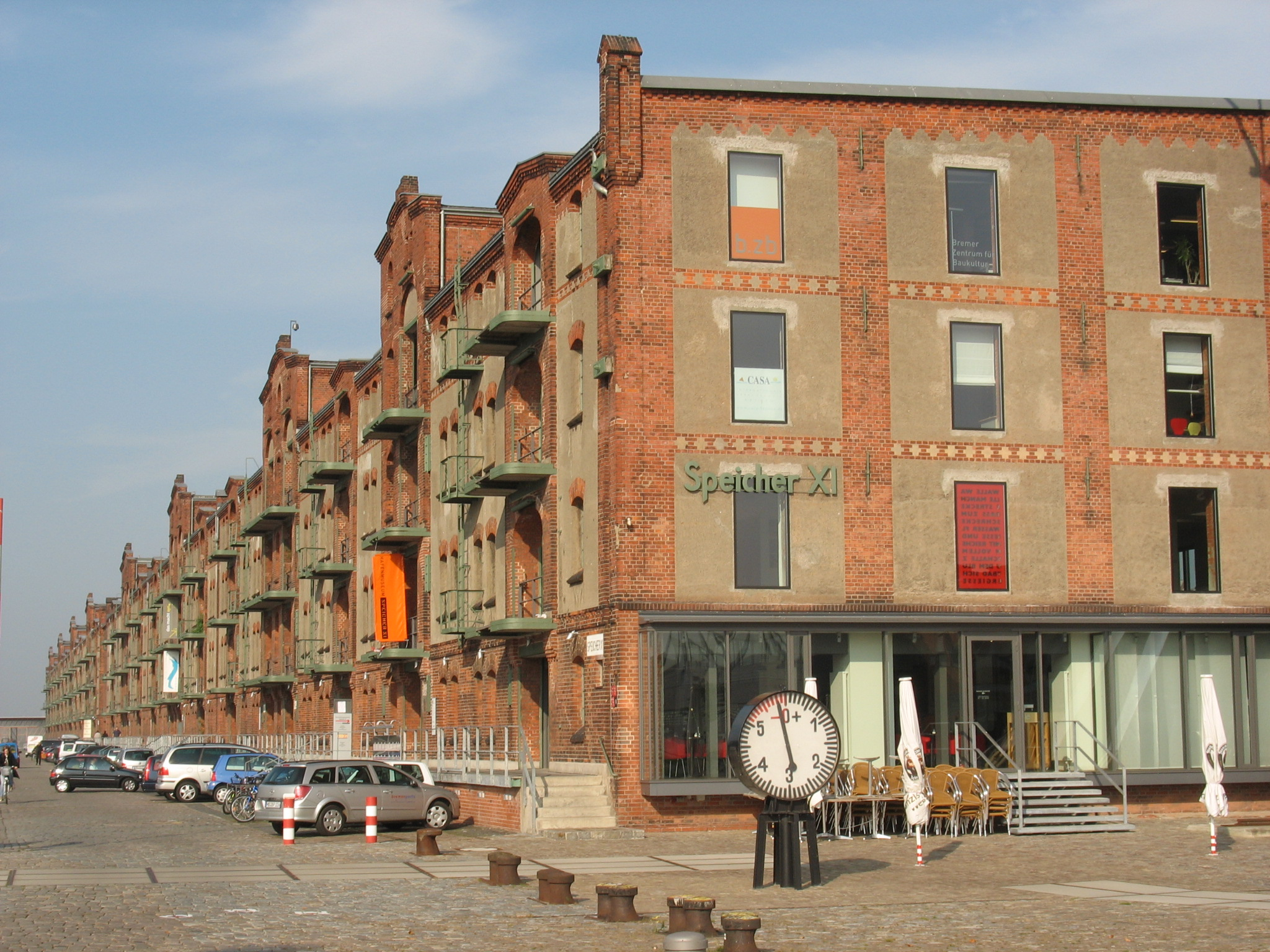
Die Hochschulleitung und der Fachbereich Kunst und Design befinden sich seit 2003 in einem ehemaligen Speicher-Gebäude (Speicher XI) in der Überseestadt.

Unter dem Rektorat von Welp wurde die Hochschule für gestaltende Kunst und Musik 1988 dann zur Hochschule für Künste (künstlerisch wissenschaftliche Hochschule). Bei den Wahlen zur Hochschulleitung 1990 stellte sich Welp nicht mehr zur Wahl und ihm folgte Jürgen Waller als neuer Rektor nach. Waller berief Michael Schirner als Honorarprofessor für Kommunikationsdesign in den Fachbereich Kunst.
Kurt Seibert wurde zum Fachbereichsleiter Musik gewählt und löste damit den amtierenden Dekan Hans-Joachim Kauffmann ab, der 1991 in den Ruhestand trat. Wie schon sein Vorgänger lehnte auch Seibert weiterhin die Integration der Akademie für Alte Musik in die Hochschule für Künste ab. Er konstituierte eine Phalanx gegen entsprechende Bestrebungen der Bremer Senatsverwaltung über das Instrumentarium der Selbstverwaltung an der Hochschule und in den Bremer Kulturinstitutionen, in denen er Sitz und Stimme hatte.
Waller entinstitutionalisierte das Rektorat und entwickelte mit einem kleinen Beratergremium aus den verschiedenen Studiengängen die strategischen Eckpunkte der zukünftigen Entwicklung mit dem allgemeinen Ziel, das gesamte kulturelle Betriebsklima der Stadt zu verbessern und der grundsätzlichen Forderung an die Politik, den Kulturetat zu verdoppeln.
Die Schwerpunkte der internen Entwicklung auch durch übergeordnete Hinwirkung betrafen vor allem den seit dem Zusammenschluss der Künste stagnierenden Fachbereich Musik, indem noch mehr auf rezeptiver Basis von der klassischen Musik bis Hindemith gearbeitet wurde, etwa durch Ausbau in Richtung Jazz und Popularmusik, durch Vermittlung von Komponisten des 20. Jahrhunderts, durch zusätzliche Professorenstellen und deren strikte Besetzung von außen und durch Gastprofessuren mit wechselnden Besetzungen, um einen gewissen Unruhestand mit daraus folgender Auffrischung des Fachbereiches anzustoßen.
Im Bereich Gestaltung plante Waller ein Aufbaustudium für Künstler mit abgeschlossener Ausbildung einzuführen.  Diese sollten als Kulturvermittler dann im Freizeitbereich eingesetzt werden – ähnlich wie in den maisons culturelles in Frankreich. Anders als sein Vorgänger lehnte Waller „Nutzkunstkunst“ im Auftrag der Wirtschaft ab. Für Waller müsse Kunst unabhängig sein und bleiben, denn sie müsse sich so gerieren als schwebe sie im luftleeren Raum.
Bis noch über 1991 hinaus führte die Musikausbildung in Bremen wegen der unzureichenden Lernbedingungen ein Schattendasein, so dass dem Fachbereich Musik der Hochschule weiterhin die Aufnahme in den Kreis der Rektorenkonferenz der deutschen Musikhochschulen verweigert wurde.
Das Entwicklungskonzept, nämlich mit der Überleitung der Akademie für Alte Musik in die HFK die Musikausbildung auf die Schwerpunkte Alte und Neue Musik zu gründen, wurde von einer Expertengruppe der Musikhochschulen in Hamburg, Berlin, Bern und der Hochschule für Musik und Theater Hannover bestätigt.
Vor dem Hintergrund der drohenden Schließung des Fachbereichs Musik bei Beibehaltung der überkommenen Struktur billigte der Akademische Senat der HFK Anfang Juli 1992 einstimmig den zwischen Bildungsbehörde und Hochschule ausgehandelten Plan zur Neustrukturierung des Fachbereichs Musik.
Mit der Zustimmung des Fachbereichsrates und des Akademischen Senates zu den Vorschlägen der Berufungskommission zur Besetzung von elf neuen Professorenstellen und der Stellenfreigabe des Bremer Senates wurde die Überleitung der Akademie für Alte Musik in die HFK im Juli 1993 unter fortdauerndem Protest des Landesmusikrates und der Opposition faktisch vollzogen.
Von 1993 bis 1998 war Waller dann auch Vorsitzender der Konferenz der Präsidenten und Rektoren der deutschen Kunsthochschulen und vertrat in diesem Zeitraum darüber hinaus die Kunst- und Musikhochschulen im Senat der Hochschulrektorenkonferenz.
Ein Jahr später folgte der Ausbau des Gebäudes des Fachbereichs Musik in der Dechanatstraße, in dem sich ehemals das Alte Gymnasium befand. In dem Gebäude befindet sich darüber hinaus das Klaus-Kuhnke-Archiv für Populäre Musik, ein Institut an der Hochschule für Künste.
2003 zogen der Fachbereich Kunst und Design sowie die Hochschulleitung vom Gebäude Am Wandrahm 23 in den Speicher XI, einen ehemaligen Baumwollspeicher in der Überseestadt.
Im Februar 2011 gab die Hochschule für Künste die Erzählung „Bis zur Narbe“ des Historikers Hans Hesse heraus. Darin wird der Fall des NKH-Studenten Kurt Elvers vorgestellt, der aufgrund einer Denunziation am 20. Februar 1945 in Hamburg-Höltigbaum hingerichtet wurde. Dieses war ein Schritt zur Aufarbeitung der eigenen Geschichte als „Nordische Kunsthochschule“ von 1934 bis 1945.

## Zahlen zu den Studierenden
Von den 780 Studierenden des Sommersemesters 2020 waren 336 männlich (43,1 %) und 444 weiblich (56,9 %). 339 (43,5 %) zählten als ausländische Studierende. Im Wintersemester 2012/2012 waren 903 Studierende eingeschrieben gewesen, von denen etwa 30 % ausländische Studierende waren.

## Bekannte Lehrkräfte und Absolventen (Auswahl)

### Professoren und Dozenten
| - Thomas Albert (* 1953), Violine - Bernd Altenstein (* 1943), Bildhauer - Ralf Baecker (* 1977), Medienkünstler - Alexander Baillie (* 1956), Cellist - Kati Barath, Malerin - Markus Schieferdecker, Bassist - Rosa Barba (1972), Video- und Installationskünstlerin - Knut Barthel (* 1940), Typograf, Digitale Medien - Wolfgang Baumgratz (* 1948), Domorganist - Stephan Baumkötter, Maler - Detlev Beier (1957–2016), Jazz-Kontrabassist - Edoardo Bellotti (1957–2025), Organist, Cembalist - Tillmann Benfer (* 1956), Organist - Günter Berger (1929–2023), Organist, Komponist - Bernd Bexte (1947–2011), Grafikdesigner - Peter Bialobrzeski (* 1961), Fotograf - Jörg Birkenkötter (* 1963), Komponist - René Block (* 1942), Kurator, Galerist (Honorarprofessor) - Eugen Blume, Kunsthistoriker (Honorarprofessor) - Martin Böcker (* 1958), Organist - Detlef Bratschke, Dirigent (Alte Musik) - Wolfgang Büssenschütt, Konzertsänger - Martin Classen (* 1957), Jazz-Saxophonist - Luigi Colani (1928–2019), Designer (Honorarprofessor) - Manfred Cordes (* 1953), Ensembleleiter, Musiktheoretiker (2007–2012 Rektor) - Sarah Cunningham, Gambistin - Gerd Dahlmann (* 1930), Filmer, 1954 ff. Lehrtätigkeit - Hans Davidsson (* 1958), Organist - Tanja Diezmann (* 1969), Designerin - Waltraut Doelp, Kostümgeschichte - Fritz Dressler, Fotograf - Florian Edler (* 1969), Musiktheoretiker - Klaus Eichhorn (* 1949), Organist - Istvan Ekrich, Modedesigner - Hans-Ola Ericsson (* 1958), Organist, Komponist - Jeanne Faust (* 1968), Künstlerin - Hans Jürgen Feilke (* 1934), Musiktheoretiker - Martin Fischer-Dieskau (* 1954), Dirigent - Annette Geiger (1968), Designtheorie, Designgeschichte - Michael Glasmeier (* 1951), Kunstwissenschaftler - Ernst Gorsemann (1886–1960), Bildhauer (1934–1935 Rektor der NKH) - Karl Heinrich Greune (1933–2023), Maler - Maria Grevesmühl (1936–1996), Violine - Bernd Grimm (* 1962), 2018, Designer - Oliver Groenewald, Jazz-Trompeter - Hans Friederich Grohs (Groß) (1892–1981), Maler - Christoph Grunenberg (* 1962), Direktor der Kunsthalle Bremen (Honorarprofessor) - Andreas Gürsching (* 1963), Musiktheoretiker, Komponist - Jean-François Guiton (* 1953), Installations- und Videokünstler - Fritz Haase (* 1937), Designer - Gisela Hacker, Modedesignerin | - Greta Haenen (* 1953), Musikwissenschaftlerin - Bernard Hebb (1941–2020), Klassische Gitarre - Veit Heckrott (1936–2007), Architekt - Wolfgang Helbich, Domkantor - Joachim Held, Lautenist - Norbert Hellwig, Architekt - Rudolf Hengstenberg (1894–1974), Maler, 1943–1944 Rektor - Wulf Herzogenrath, Kunsthistoriker (Honorarprofessor) - Anna Lena von Helldorf, Typografin - Emil Högg (1867–1954), Architekt (1904–1911 Direktor der Kunstgewerbeschule) - Hannes Hoelzl, Klang, Digitale Medien - Franka Hörnschemeyer (* 1958), Installationskünstlerin - Elke Holzmann, Konzertsängerin - Christian Hommel (* 1963), Oboist - Gregor Horres (* 1960), Regisseur - Carl Horn (1874–1945), Maler, Rektor 1934–1942 - Wolfgang Jarchow (1936–2022), Designer - Eckhard Jung (* 1944), Designer - Hans Joachim Kauffmann (1926–2008), Dirigent (1968–1979 Direktor des Konservatoriums, 1979–1991 Dekan Fachbereich Musik) - Miriam Kayser, Designerin - Roland Kerstein, Mediengestalter - Jürgen Kindervater (1945–2023), Wirtschaftsmanager (Honorarprofessor) - Jörg Kirschenmann (1940–2023), Urbanist - Erich Kleinhempel (1874–1947), Architekt, Entwerfer (1912–1934 Rektor der Kunstgewerbeschule) - Lothar Klimek (1921–2013), Fotokünstler, Sachbuchautor (1958–1986 Hochschullehrer) - Thomas Klug, Violinist - Petra Klusmeyer, Sound Studies - Karin Kneffel (* 1957), Malerin - Hans-Jürgen Knipphals, Musiktheoretiker - Paco Knöller (* 1950), Künstler, Maler - Erwin Koch-Raphael (* 1949), Komponist, Musiktheoretiker - Peter Kooij (* 1954), Sänger (Alte Musik) - Andree Korpys (* 1966), Konzeptkünstler - Maria Kowollik, Sängerin - Andreas Kramer (* 1966), Designer - Herbert Kubica (1906–1972), Bildhauer (1946–1954 Leiter der Bildhauerklasse) - Hans-Wilhelm Kufferath (1939–2016), Violoncellist - Franz-Josef Kupczyk (1928–2012), Violinist, Konzertmeister - Benjamin Lang (* 1976), Komponist, Musiktheoretiker, Dirigent - Andrew Lawrence-King (* 1959), Harfenist - Roland Lambrette, Temporäre Architektur - Kai Lehmann, Modedesigner - Stephan Leuthold (* 1973), Organist - Markus Löffler, Konzeptkünstler - Fritz Mackensen (1866–1953), Maler, Mitbegründer der Künstlerkolonie Worpswede (1934 Rektor der Nordischen Kunsthochschule) - Walter Magnussen (1869–1946), Keramiker (1904–1932 Leiter der Keramikabteilung der Kunstgewerbeschule) - Peter von Maydell, Interface-Designer - Willy Menz (1890–1969), Maler, Grafiker (1947–1952 Rektor) - Dorothea Mink, Modedesignerin (Hochschullehrerin) - Thomas Mohr (* 1961), Opern- und Konzertsänger - Siegfried Möller (1896–1970), Bildhauer, Keramiker - Felix Müller, Architekt, bis 1985 Rektor - Zanele Muholi (* 1972), Fotografin (Honorarprofessorin) - Frieder Nake (* 1938), Mathematiker, Informatiker, Computerkünstler - Walter Niemann(1915–1986), Maler, Graphiker (1970–1980 Hochschullehrer) - Samuel Nyholm (* 1973), Illustrator - Oliver Niewiadomski (* 1965), Designer - Patrick O’Byrne (* 1955), Pianist | - Andreas Ostwald (* 1964), Produktgestalter - Waldemar Otto (1929–2020), Bildhauer - Nuri Ovüc, Intermedialer Gestalter - Younghi Pagh-Paan (* 1945), Komponistin - Dennis Paul (* 1974), Gestalter - Bettina Pelz (* 1963), Kuratorin für Architektur, Design und Kunst - Dieter Peppel, Kunsthistoriker - Hille Perl (* 1965), Gambistin (Alte Musik) - Florian Poser (1954–2024), Jazzmusiker, Vibrafonist - Tania Prill (* 1969), Typografin - Detlef Rahe (* 1964), Designer - Andrea Rauschenbusch (* 1959), Kommunikationsdesignerin - Peter Rautmann, Kunsthistoriker, 2002–2007 Rektor - Peter Rea (1938–2014), Designer, Leiter der profile intermedia (Honorarprofessor) - Claudia Reiche, Medienwissenschaftlerin - Beate Röllecke, Cembalistin - Katharina Rössner-Stütz, Sängerin - Marten Root, Flötist - Hubert Rutkowski, Pianist - Alexander Sahoo (* 1968), Designer - Raphael Sbrzesny (* 1985), Künstler und Musiker - Peter W. Schaefer (* 1942), Maler - Nicolas Schalz (1938–2020), Musikwissenschaftler - Mona Schieren, Kunsthistorikerin - Michael Schirner (* 1941), Werber (Honorarprofessor) - Winfried Schlepphorst (1937–2006), Domorganist (1975–1984 Leiter der Abteilung Kath. Kirchenmusik) - Wolfgang Schmitz (1934–2017), Zeichner (1981–1999) - Hellmut Schnackenburg (1902–1974), Generalmusikdirektor (1951–1968 Direktor der Musikschule) - Katrin Scholz (* 1969), Violinistin - Gabriele Schreckenbach, Sängerin - Gerhart Schreiter (1909–1974), Bildhauer (1955 Leiter der Bildhauerklasse) - Kilian Schwoon, Elektroakustische Komposition - Stephan Seebass, Pianist - Kurt Seibert (* 1944), Pianist - Andrea Sick (* 1963), Medienwissenschaftlerin - Juan María Solare (* 1966), Komponist, Pianist - Erik Spiekermann (* 1947), Typograf (Honorarprofessor) - Martin Stadtfeld (* 1980), Pianist - Harrie Starreveld, Flöte - Barbara Stiller, Elementare Musikpädagogik - Stephen Stubbs (* 1951), Dirigent, Laute - Uwe Suechting, Architekt - Eberhard Syring, Architekturtheorie - Yuji Takeoka (* 1946), Künstler (Bildhauer) - Alexei Tkachuk, Fagott - Marco Thomas, Klarinettist - Han Tol, Blockflötist - Olaf Tzschoppe (* 1962), Schlagzeuger - Esther van Stralen, Bratscherin - Jobst von Harsdorf (1924–2018), Designer - Fritz Vehring (* 1944), Künstler (Keramiker) - Ingo Vetter, Bildhauer - Harry van der Kamp (* 1947), Sänger - Katrin von Maltzahn (* 1964), Malerin und Zeichnerin - Harald Vogel (* 1941), Organist - Jürgen Waller (1939–2022), Maler (1990–2002 Rektor) - Karl Gustav Weinert (1896–1965), Maler, Grafiker - Karl-August Welp, Architekt (1985–1990 Rektor) - Marjolein de Wilde, Designerin - Friederike Woebcken, Chorleitung - Ursula Zillig, Modedesignerin - Michael Zywietz (* 1964), Musikwissenschaftler |

### Absolventen
| - Hans Christoph Becker-Foss (* 1949), Organist, Kirchenmusiker und Hochschullehrer - Stephanie Binding (* 1978), Malerin und Bildhauerin - Johann Büsen (* 1984), Künstler - Vasile Dárnea (* 1975), Geiger - Kurt Elvers (1919–1945), Künstler - Burchhard Garlichs (* 1969), Künstler mit den Schwerpunkten Installationen, Medien-, Objekt- und Konzeptkunst - Esther Haase (* 1966), Fotografin - Karolin Klimek (* 1969), Modedesignerin, Illustratorin, Hochschullehrerin - Michael Landsky (* 1964), Regionalkantor - Benjamin Lang (* 1976), Komponist, Musiktheoretiker, Hochschullehrer - Wilfried Langosz (* 1951), Organist, Kirchenmusikdirektor - Victor Malsy (* 1957), Grafikdesigner, Hochschullehrer - Flo Mega (* 1979), Soul-Sänger - Dorothee Mields (* 1971), Sängerin - Ewelina Nowicka (* 1982), Geigerin und Komponistin - Samir Odeh-Tamimi (* 1970), Komponist - Florian Pfeffer (* 1970), Grafikdesigner - Rucsandra Popescu (* 1980), Komponistin, Chorleiterin und Pianistin - Li Portenlänger (* 1952), Künstlerin | - Thomas Rissler (* 1962), Bildhauer und Holzschneider - Stefan Saxen (* 1963), Bildhauer - Marie Luise Scherer (1903–1980), Malerin und Illustratorin - Malte Schiller (* 1982), Jazzmusiker und Komponist - Silvia Siemes (* 1960), Bildhauerin - Veronika Skuplik (* 1964), Geigerin - Cosimo Stawiarski (* 1974), Geiger und Musikwissenschaftler - Barbara Stühlmeyer (* 1964), Autorin, Kirchenmusikerin, Musikwissenschaftlerin und Theologin - Ludger Stühlmeyer (* 1961), Kantor, Musikwissenschaftler, Dozent und Komponist - Bernd Uiberall (1943–2003), Künstler und Bildhauer - Sven Voelker (* 1974), Grafikdesigner - Hannsjörg Voth (* 1940), Künstler - Tobias Weichberger (1951–1998), Zeichner, Radierer und Maler |